# Eubacteriaceae
Eubacteriaceae è una famiglia di batteri appartenente all'ordine Clostridiales.
Comprende i seguenti generi:
- Acetobacterium
- Alkalibacter
- Anaerofustis
- Anaerovorax
- Eubacterium
- Mogibacterium
- Pseudoramibacter